# Calcestruzzo ad alte prestazioni
I calcestruzzi ad alte prestazioni o AP o HPC (High Performance Concretes) vengono indicati dalle linee guida sul calcestruzzo strutturale a cura del Servizio Tecnico Centrale della Presidenza del Consiglio Superiore dei LL.PP., come quei calcestruzzi che hanno una resistenza meccanica a compressione variabile tra 60 e 75 N/mm², mentre le Linee Guida sui calcestruzzi strutturali ad alta resistenza, a cura sempre del summenzionato Servizio Tecnico Centrale, definiscono i calcestruzzi AR o HSC (High Strenght Concrete) quelli aventi una resistenza cubica > 85 e ≤ 115 N/mm² e un rapporto a/c minore di 0,45.

## Descrizione
AA.VV. definiscono i materiali HPC come quei calcestruzzi ad alta resistenza meccanica caratterizzati da un valore della resistenza a compressione compreso nell'intervallo di 60 e 100 N/mm². Pertanto, sempre secondo la classificazione delle summenzionate linea guida, i calcestruzzi HSC (Rck > 85 e ≤ 115 N/mm²) risulterebebro una sottoclasse degli HPC.
Rispetto agli HSC i calcestruzzi ad alta prestazione devono garantire, oltre che un'elevata resistenza meccanica, anche una maggiore lavorabilità ed un'elevata durabilità. Pertanto una distinzione tra HSC ed HPC sta nel requisito obbligatorio dell'alta durabilità (che normalmente non è correlata alla resistenza) per questi ultimi. Tali caratteristiche sono garantite dall'utilizzo da una diversa composizione della miscela:
- un ridotto rapporto a/c (0,40 - 0,25) per l'impiego di superfluidificanti
- impiego di aggiunte minerali, da sole o in combinazione tra loro, ad alto comportamento pozzolanico e/o elevata area specifica (microsilice, cenere volante, ecc.)
- aggregati di frantumazione di alta qualità (basalto, granito, quarzite, ecc.) capaci di assicurare un'elevata resistenza meccanica intrinseca della roccia ed un'ottima adesione all'interfaccia tra l'elemento lapideo e la matrice cementizia.

Gli HPC fanno parte dei calcestruzzi DSP (Densified with Small Particles).

### Dai calcestruzzi HPC ai calcestruzzi RPC
Come evoluzione dei calcestruzzi HPC, attualmente è in fase di ricerca avanzata, per il momento quasi esclusivamente a livello di laboratorio o prove di campo, la messa a punto di calcestruzzi speciali ad altissima resistenza meccanica, spesso fibrorinforzati, denominati RPC (Reactive Powder Concrete) con prestazioni straordinarie molto superiori a quelle del calcestruzzo HPC.
Anche gli RPC fanno parte dei calcestruzzi DSP (Densified with Small Particles).
Questi calcestruzzi innovativi prevedono resistenze meccaniche a compressione superiori a 200 N/mm² (RPC200) e con tecniche produttive più sofisticate (trattamento termico che consiste nel sottoporre il calcestruzzo indurito ad una temperatura fino a 400 °C) si può arrivare fino a 800 N/mm² (RPC800).
Oltre alla maggiore resistenza meccanica, con i materiali RPC viene radicalmente modificato il comportamento da fragile a duttile del calcestruzzo mediante l'utilizzo di fibre (generalmente in acciaio).
I calcestruzzi HPC sono stati sviluppati negli anni '80 mentre gli RPC negli anni '90.
Le basi tecniche e tecnologiche risalgono però agli anni '50 con la teoria di Powers.
Powers constatò che riducendo il rapporto acqua/cemento, diminuisce la porosità capillare ed aumenta la resistenza meccanica a compressione del conglomerato.
Powers dimostrò che se teoricamente si potesse annullare completamente la tipica porosità presente nella microstruttura di una pasta cementizia si potrebbero raggiungere valori si 250 N/mm².
Il secondo passo fondamentale per lo sviluppo dei calcestruzzi speciali si è avuto all'inizio degli anni '70 con l'invenzione degli additivi superfluidificanti (a base di naftalina o melammina) i quali sono andati a migliorare l'azione dei fluidificanti, già utilizzati diversi anni prima.
La differenza tra i due additivi è più quantitativa che qualitativa.
Entrambi modificano la reologia del calcestruzzo fresco rendendolo più lavorabile, ma i superfluidificanti sono molto più efficaci permettendo l'adozione di rapporti a/c molto bassi (0,35 – 0,45), senza dover rinunciare alla lavorabilità del conglomerato, e garantendo così il raggiunfimento di resistenze meccaniche comprese tra 60 e 80 N/mm², cioè nella zona medio – bassa dei calcestruzzi HPC.
L'inconveniente dei superfluidicanti è legato al loro massimo dosaggio (2-3% sul cemento, poiché si è constatato che valori superiori comportano una lieve caduta nella resistenza meccanica provocata dalla raccolta d'acqua (bleeding) nella zona di transizione tra la matrice cementizia e gli aggregati lapidei.
Pertanto tale inconveniente limita la massima resistenza meccanica ottenibile con i superfluidificanti a valori dell'ordine di 80 – 90 N/mm².
Il superamento di questo limite diventò possibile negli anni '80, con l'avvento di una particolare aggiunta minerale: il fumo di silice.
Dall'applicazione della microsilice nel settore del calcestruzzo nacquero i primi calcestruzzi DSP (Densified with Small Particles), nome coniato da Bache, che sfruttano sia il comportamento pozzolanico della microsilice che le minuscole dimensioni delle particelle di cui è composta (50 – 100 volte più piccole di quelle del cemento).
Queste particelle si vanno ad allocare nei vuoti interstiziali lasciati dai granuli di cemento, con il risultato di ottenere un sistema meno poroso, più densificato e quindi meccanicamente più resistente oltre che impermeabile agli agenti aggressivi.
L'unico difetto del fumo di silice è legato alla elevata superficie specifica delle sue particelle che determina una maggiore richiesta di acqua durante il confezionamento del calcestruzzo, con conseguentemente aumento del rapporto a/c ed a annullamento dei benefici derivanti dalla densificazione delle microstrutture della matrice cementizia. 
La combinazione superfluidificanti – fumo di silice si dimostrò vincente infatti i superfluidificanti eliminavano l'inconveniente della maggiore richiesta d'acqua in presenza di microsilice mentre quest'ultima eliminava l'inconveniente di una zona di transizione più porosa.
Pertanto si riuscì a confezionare calcestruzzi DSP con rapporti a/c molto bassi (0,25 – 0,35).
Con questa combinazione si è potuto raggiungere una resistenza a compressione di 100  N/mm² a 28 giorni (HPC100) ed arrivare a 150 N/mm² in circa 3 anni.
Agli inizi degli anni '90 un ulteriore progresso è stato conseguito da Richard e Cheyrezy, i quali hanno esasperato alcuni aspetti già insiti nel calcestruzzo HPC100, ed hanno apportato altre innovazioni tecnologiche, per arrivare  ai materiali RPC, con i quali è possibile anche in tempi molto brevi, raggiungere i 200 N/mm² per la resistenza meccanica a compressione e migliorare radicalmente la resistenza flessionale (50 N/mm²) e soprattutto la duttilità del materiale (energia di frattura di 10000-30000 J/m²  cento volte superiore a quella dei HPC100).
Le principali modifiche dell'RPC200 al calcestruzzo HPC100 in termini di ingredienti e di composizione sono le seguenti:
- Cemento a basso tenore di celite;
- Additivi superfluidi canti acrilici più efficaci di quelli tradizionali (a base di naftalina o melammina);
- Fumo di silice privo di incombusti
- Presenza di microfibre metalliche
- Assenza di aggregato grosso e presenza solo di polvere reattiva.

La matrice cementizia del materiale RPC200 si presenta molto più densa e quasi completamente priva di porosità capillare.
Lo sviluppo della resistenza meccanica a compressione, a temperatura ambiente (20 °C) a 1 giorno è già di 50 N/mm² e dopo 28 giorni e di circa 190 N/mm².
La maggiore caratteristica dell'RPC200 rimane comun que la maggiore duttilità del materiale sollecitato a trazione o flessione.